# HMCS Mimico (K485)
HMCS Mimico (K485) je bila korveta izboljšanega razreda Flower, ki je med drugo svetovno vojno plula pod zastavo Kraljeve kanadske vojne mornarice.

## Zgodovina
Kraljeva vojna mornarica je Kanadi predala korveto HMS Bullrush (K485), ki so jo nato preimenovali. V kanadski lasti je ostala do leta 1950, ko so jo prodali v Honduras in preuredili v trgovsko ladjo.